# Purimu Lake
Der Purimu Lake ist ein See im Central Hawke’s Bay District der Region Hawke’s Bay auf der Nordinsel von Neuseeland.

## Geographie
Der Purimu Lake befindet sich rund 16 km südsüdwestlich des Ortes Waipukurau und rund 32 km ostnordöstlich der Stadt Dannekvirke, eine 1872 von dänischen und norwegischen Einwanderern gegründete Gemeinde. Der See besitzt eine Flächenausdehnung von rund 12,3 Hektar und misst in seiner Länge in Nordnordwest-Südsüdost-Richtung rund 610 m. Die breiteste Stelle des Sees weist eine Distanz von rund 315 m auf und die Uferlänge misst rund 1,7 km. Im mittleren westlichen Teil des Sees befindet sich eine rund 0,7 Hektar große Insel.
Gespeist wird der Purimu Lake hauptsächlich von dem von Westen kommenden Purimu Stream und ein paar von Norden und Osten zulaufenden kleinen Bächen. Die Entwässerung des Sees findet hingegen an seinem südsüdöstlichen Ende über einen kleinen Bach in den Taurekaitai Stream statt.